# Sae Hatakeyama
Sae Hatakeyama (畠山 紗英, Hatakeyama Sae), née le 7 juin 1999, est une coureuse cycliste japonaise. Spécialisée en BMX, elle est médaillée d'or aux championnats d'Asie de 2023.

## Biographie
Sae Hatakeyama commence à faire du BMX à l'âge de quatre ans et participe avec succès aux « Challenge » des championnats du monde de BMX. Chez les juniors, elle devient championne d'Asiede BMX à deux reprises en 2016 et 2017. Elle atteint également à deux reprises la finale des championnats du monde, mais échoue au pied du podium. Elle s'entraîne à plusieurs reprises au Centre mondial du cyclisme en Suisse. 
En 2021, elle monte pour la première fois sur le podium d'une manche de Coupe du monde à Vérone. En août 2021, lors de la course olympique de BMX aux Jeux de Tokyo, devant son public, elle tombe dans le premier tour et se fracture la clavicule.
En juillet 2023, Hatayekama remporte pour la première fois les championnats du Japon et, deux semaines plus tard, elle devient championne d'Asie. Aux championnats du monde de BMX 2023, elle termine dixième.

## Palmarès en BMX

### Jeux olympiques
- Tokyo 2020
  - Éliminée au premier tour du BMX

### Championnats du monde
- Medellin 2016
  - 4e du BMX juniors
- Rock Hill 2017
  - 5e du BMX juniors
- Glasgow 2023
  - 10e du BMX

### Coupe du monde
- 2016 : 52e du classement général
- 2017 : 12e du classement général
- 2018 : 19e du classement général
- 2019 : 12e du classement général
- 2021 : 10e du classement général, un podium
- 2022 : 14e du classement général
- 2022 : 25e du classement général

### Championnats d'Asie
- Taiyuan 2016
  -  Championne d'Asie de BMX juniors
- Suphanburi 2017
  -  Championne d'Asie de BMX juniors
- Tagaytay 2023
  -  Championne d'Asie de BMX

### Coupe d'Europe
- 2021 : 9e du classement général
- 2023 : 6e du classement général

### Championnats du Japon
- 2016
  -  Championne du Japon de BMX juniors
- 2017
  -  Championne du Japon de BMX juniors
- 2023
  -  Championne du Japon de BMX